# Wit vetkruid
Het wit vetkruid (Sedum album) is een overblijvende plant uit de vetplantenfamilie (Crassulaceae). Het wit vetkruid kent vele ondersoorten die in vorm, afmeting en kleur van de bladeren verschillen.
De bladeren kunnen van vrijwel vlak tot rolrond uiteenlopen. De bladeren variëren van lichtgroen tot rood en staan verspreid. De bladeren blijven ook in de winter aan deze winterharde plant.
De bloem kent vijf meestal witte kroonbladen, die vaak een rode middennerf hebben. De bloemen verschijnen gelijktijdig in groepjes op recht omhoog lopende stengels. de bloeiperiode is enkele weken in juni of juli. De bloeiwijze is kaal, maar soms van enkele klierharen voorzien.
De kroonbladen zijn bij de in Nederland aanwezige exemplaren doorgaans 3-4 mm lang. De bladeren van deze exemplaren zijn tot 1,2 cm lang.

## Verspreiding
De soort komt in vrijwel geheel Europa voor. Naar het zuiden strekt het verspreidingsgebied zich uit in Noord-Afrika, naar het oosten tot in West-Azië.
In Nederland geldt de soort als vrij zeldzaam in stedelijke gebieden en in het gebied van de grote rivieren.
Wit vetkruid groeit op steenachtige plaatsen, op muurtjes, dijken, in duinen, in bermen van autowegen en op voedselarme, open en droge plaatsen.

## Tuin

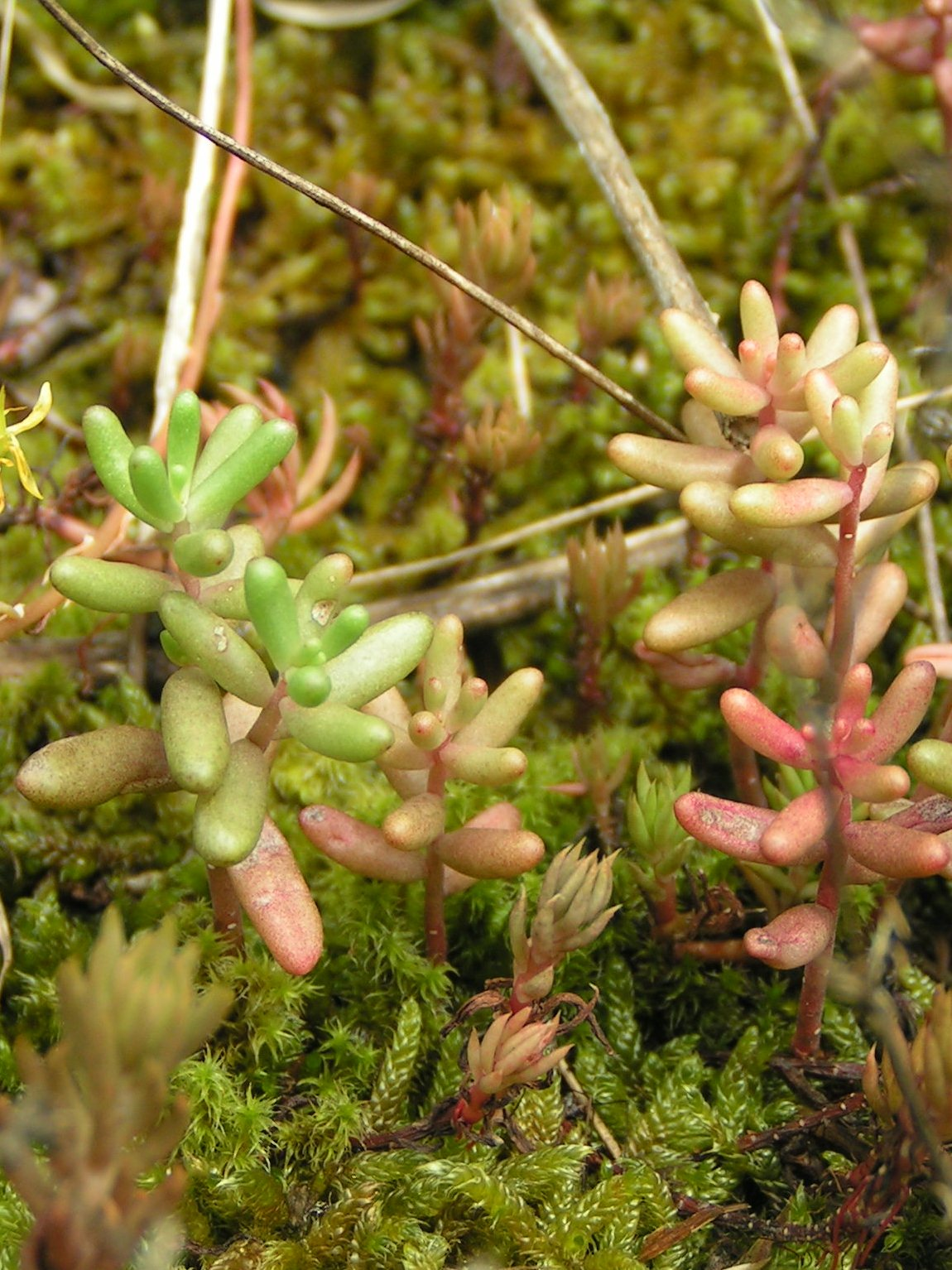

De plant wordt als sierplant voor in de tuin verkocht. Ze is goed te gebruiken in kleine rotstuinen of als dakbedekking op groene daken. Doordat ze als vetplant ruimschoots over de mogelijkheid beschikt om met droge perioden om te gaan, is een regenloze periode meestal geen probleem.
Vermeerderen gaat gemakkelijk en snel door deling. Voordat een afgesneden stuk verdroogt, zal het vaak eerst wortelschieten.

## Namen in andere talen
De namen in andere talen kunnen vaak eenvoudig worden opgezocht met de interwiki-links.
- Duits: Weiße Fetthenne
- Engels: White Stonecrop
- Frans: Orpin blanc